# Henk Koning (politicus)
Hendrik Elle (Henk) Koning (Beilen, 7 juni 1933 – 's-Gravenhage, 31 december 2016) was een Nederlands politicus die in drie kabinetten staatssecretaris was voor de Volkspartij voor Vrijheid en Democratie (VVD). Ook was hij president van de Algemene Rekenkamer en lid van de Tweede Kamer. Hij begon zijn loopbaan als belastingambtenaar.

## Loopbaan
Koning zat op het Praedinius Gymnasium in Groningen van 1946 tot en met 1952. Daarna vertrok hij naar de Rijksbelastingacademie in Rotterdam en ging ook Nederlands recht studeren aan de Rijksuniversiteit Leiden. Hij was vanaf 1958 belastingambtenaar in diverse functies.
Van 2 juni 1966 tot 4 januari 1968 was hij lid van de Provinciale Staten van Zuid-Holland. Op 23 februari 1967 trad Koning toe tot de Tweede Kamer. Hij bleef lid totdat hij op 28 december 1977 staatssecretaris van Binnenlandse Zaken werd in het kabinet-Van Agt I. Hij behield die functie tot en met 11 september 1981. Op 25 augustus dat jaar was hij weer lid geworden van de Tweede Kamer, wat hij bleef totdat hij op 5 november 1982 staatssecretaris van Financiën werd in de kabinetten Lubbers I en Lubbers II. Hij bleef dat tot en met 6 november 1989. Tussendoor was hij nog van 3 juni 1986 tot en met 14 juli 1986 Tweede Kamerlid. Gedurende zijn staatssecretarisschap van Financiën introduceerde hij de Belastingtelefoon en in 1983 kwam de Tweeverdienerswet tot stand. Hij was ook betrokken bij de Oort-operatie, een vorm van belastingherziening. 
Hij was opnieuw lid van de Tweede Kamer van 14 september 1989 tot en met 31 oktober 1991. In de periode maart 1971 tot en met november 1982 was hij gedurende drie tijdvakken lid van de gemeenteraad van Rotterdam.
Van 1 november 1991 tot 1 april 1999 was hij president van de Algemene Rekenkamer. Ook had hij veel nevenfuncties.
Op Oudjaarsdag 2016 overleed hij op 83-jarige leeftijd. Hij was al langere tijd ziek.

## Onderscheidingen
- Ridder in de Orde van de Nederlandse Leeuw, 26 oktober 1981
- Grootofficier in de Orde van Oranje-Nassau, 20 november 1989
- Grootofficier in de Orde van Sint Gregorius de Grote van de Heilige Stoel
- Grootofficier in de Orde van Leopold II

## Privé
Henk Koning was vrijmetselaar.
- Biografisch Portaal: 08589128
- International Standard Name Identifier: 0000 0003 9415 5777
- Nederlandse Thesaurus van Auteursnamen: 074349295
- Parlement.com: vg09ll2dxau4
- Virtual International Authority File: 288600333
- WorldCat: E39PBJp9wG4TVqfy3CbQdHkhpP